# Янг, Эндрю
Эндрю Янг (англ. Andrew Young; род. 21 февраля 1992, Хантли, Грампиан) — британский лыжник, участник трёх Олимпийских игр (2010, 2014 и 2018).

## Карьера
В Кубке мира Янг дебютировал в 2008 году.
На Олимпиаде-2010 в Ванкувере показал следующие результаты, гонка на 15 км свободным стилем — 74-е место, спринт — 60-е место и командный спринт — не финишировал.
За свою карьеру принимал участие в двух чемпионатах мира, лучший результат — 14-е место в эстафете на чемпионате 2009 года, а в личных гонках 61-е место в спринте на чемпионате 2011 года.
Использует лыжи производства фирмы Fischer.